# بيواتش
بيواتش (بالإنجليزية: Baywatch)‏ هو مسلسل حركة تم إنتاجه في الولايات المتحدة. بدأ عرضه في سنة 1989. بلغ عدد مواسم المسلسل 11 موسما، بلغ عدد حلقاته 242 حلقة، وتبلغ مدة الحلقة الواحدة 48 دقيقة. المسلسل من تأليف مايكل بيرك، تم بث المسلسل لأول مرة بتاريخ 22 سبتمبر 1989 بينما تم بث آخر حلقة منه بتاريخ 14 مايو 2001 بعد أن استمر لقرابة 12 عاما. من بطولة ديفيد هاسيلهوف، باميلا أندرسون والكسندرا بول.

## وصلات خارجية
- بيواتش على موقع IMDb (الإنجليزية)
- بيواتش على موقع ميتاكريتيك (الإنجليزية)
- بيواتش على موقع روتن توميتوز (الإنجليزية)
- بيواتش على موقع كينوبويسك (الروسية)
- بيواتش على موقع ألو سيني (الفرنسية)
- بيواتش على موقع قاعدة بيانات الفيلم (الإنجليزية)

- الموقع الرسمي